# FC Ruggell
Maillots
Le FC Ruggell est un club de football liechtensteinois fondé en 1958, situé à Ruggell. 
L'équipe évolue en septième division du championnat suisse lors de la saison 2022-2023.
L'équipe réserve évolue quant à elle en huitième division du championnat suisse (4e ligue).

## Palmarès
- Coupe du Liechtenstein
  - Finaliste (7) : 1963, 1973, 1978, 1981, 2001, 2007 et 2019

## Identité visuelle

Ancien logo.
Logo actuel.